# Atletismo nos Jogos Mundiais Militares de 2011 - Maratona feminina
A maratona feminina dos Jogos Mundiais Militares de 2011 foi realizada no dia 17 de agosto. A prova foi realizada junto com a Maratona do Rio de Janeiro.

## Medalhistas
| Ouro   | PRK Kim Kum Ok       |
| Prata  | CHN Wei Yanan        |
| Bronze | NAM Helaria Johannes |

## Resultados
| Pos.              | Atleta                | Tempo         | Diferença |
| ----------------- | --------------------- | ------------- | --------- |
| Medalha de ouro   | Kim Kum Ok            | 2:35.22       |           |
| Medalha de prata  | Wei Yanan             | 2:36.19       | +0:57     |
| Medalha de bronze | Helaria Johannes      | 2:37.15       | +1:53     |
| 4                 | Winfrida Kwamboka     | 2:39.49       | +4:27     |
| 5                 | Monika Drybulska      | 2:50.47       | +15:25    |
| 6                 | Nyirabarame Epiphanie | 2:51.58       | +16:36    |
| 7                 | Denise Campos         | 2:52.05       | +16:43    |
| 8                 | Helene Willix         | 2:52.38       | +17:36    |
| 9                 | Gisele de Jesus       | 2:53.33       | +18:11    |
| 10                | Cornelia Schindler    | 2:55.45       | +20:23    |
| 11                | Bubnjevic Ksenija     | 3:16.32       | +41.10    |
| 12                | Karen Kaizer          | 3:23.31       | +48:09    |
|                   | Gina Marie Slaby      | Não completou |           |
|                   | Rasa Drazdauskaite    | Não largou    |           |
|                   | Lineo Lebotha         | Não largou    |           |
|                   | Luo Chuan             | Não largou    |           |
|                   | Jackiline Sakilu      | Não largou    |           |